# Robert 1. af Normandiet
 Der er for få eller ingen kildehenvisninger i denne artikel, hvilket er et problem. Du kan hjælpe ved at angive troværdige kilder til de påstande, som fremføres i artiklen.

Robert 1. af Normandiet (Robert le Diable (djævelen) og den Storslåede (fransk: Robert le Magnifique) på grund af sin forkærlighed for pynt) (22. juni 1000 – 3. juli 1035) var hertug af Normandiet fra 1027 til sin død i 1035. Han var søn af hertug Richard 2. af Normandiet og dennes hustru Judith af Bretagne, datter af hertug Conan 1. af Bretagne.

## Liv
Da Richard 2. døde, fulgte hans ældste søn ham som Richard 3., mens Robert blev greve af Hiémois. Richard 3. døde inden et år, og der er mistanke om, at Robert skulle være indblandet i broderens død. Derfra fik han sit øgenavn "Robert le Diable" (djævelen). 

### Tidlige regeringstid
Robert 1. hjalp kong Henrik 1. af Frankrig mod Henriks oprørske bror og mor, og derfor gav kongen ham land i Vexin. Han blandede sig også i Flanderns indre forhold, da han støttede Edvard Bekenderen, som var i eksil ved Roberts hof. Robert støttede også reformer i klostrene i Normandiet. Med sin frille, Herleva, blev han far til den senere Vilhelm Erobreren. En uægte datter, Adelaide, blev grevinde af Ponthieu og Champagne. 

### Pilgrimsrejse og død
Efter at have gjort sin uægte søn til arving, tog Robert på pilgrimsrejse til Jerusalem. Man har søgt årsager til, at Robert 1. deltog i pilgrimsrejsen på trods af, at mange frarådede ham at drage af sted. Den engelske historiker David C. Douglas peger på, at Robert sandsynligvis følte et særligt behov for at få syndsforladelse. Man har senere påstået, at Robert ønskede at blive renset og opnå syndsforladelse for sin medvirken i broderen, Richard 3.'s, død. I hvert tilfælde er det ikke usandsynligt, at Robert meget stærkt kan have følt kaldet fra Jerusalem. Resolut sammenkaldte han en skare betydningsfulde normanniske stormænd, som imidlertid frarådede Robert at forlade et hertugdømme, som han netop havde erhvervet sig i krig, og som han ville have svært ved at beholde, hvis han forlod landet. Desuden anførte de, at han ikke kunne pege på en eneste, som kunne træde i hans sted, hvis han drog til Jerusalem. Trods advarslerne rejste Robert for aldrig at vende tilbage. En af de første tre dage i juli 1035 døde han i nærheden af Nikæa. Hans søn Vilhelm var otte år gammel, da han efterfulgte sin far som hertug Vilhelm 2.